# Azbakeya

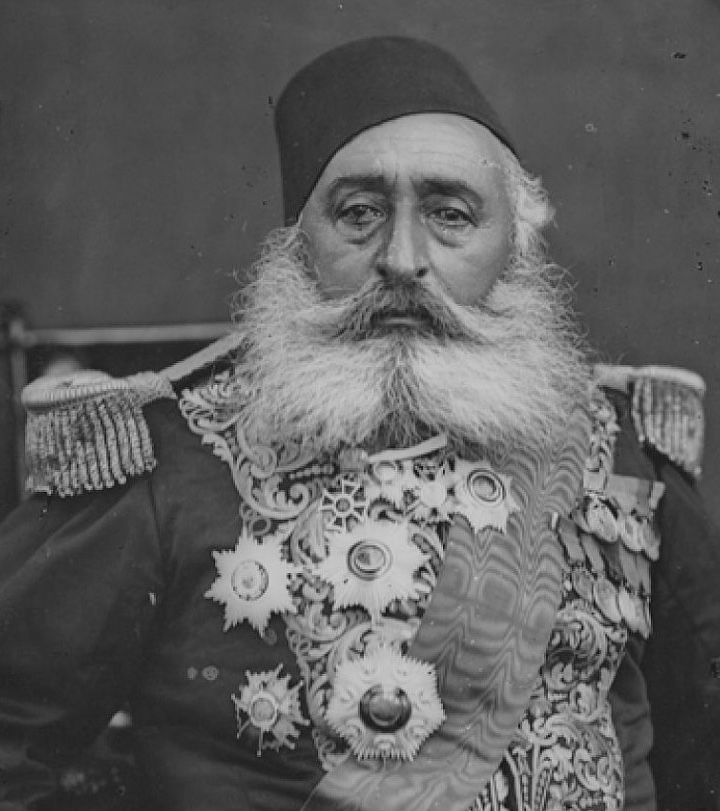
Ismail Pascha
Azbakeya genomgick en större renovering under hans styre på 1850-talet

Azbakeya (arabiska: أزبكية); även stavat al-Azbakiyya, Azbakia eller El Azbakeya) är ett distrikt kism i centrala Kairo i Egypten. Området gränsar i väster till Centrala Kairo och innehåller ett antal historiskt intressanta byggnader, bland annat Sankt Markus koptisk-ortodoxa katedral som invigdes av den koptiska påven Mark VIII 1800 och som utgjorde säte i Kairo för den koptiska påven från 1800 till 1971.
I Azbakeya låg det första operahuset i Kairo, Khedivalteatern, vid nuvarande Operatorget, som dock totalförstördes vid en brand 28 oktober 1971.

## Sentida historik
Egyptiska museet etablerades av den egyptiska regeringen 1835 i närheten av Azbakeyaparken vid Operatorget. Museet flyttades 1858 till Boulaq när det inte fanns plats i det ursprungliga museet för alla föremål.
Området renoverades på 1850-talet under styret av Ismail Pascha i samband med hans planer att bygga det moderna Kairo. Soor Elazbakeya, ungefär "Azbakeyas stängsel", är en marknad för begagnade böcker som ursprungligen skapades av bokförsäljare längs inhägnaden av Azbakeya-parken.
Azbakeyaparkens teater var scenen för de flesta månatliga konserter av den nu bortgånga sångerskan Om Khalsoum. Enbart delar av Azbakeya-parken återstår idag då det har byggts två parkeringshus på dess ursprungliga område.
Ett annat välkänt landmärke är El-Attaba torget med dess marknadsplats där kan man hitta det mesta i ett myller av människor.